# 西山繭子
西山 繭子（にしやま まゆこ、1978年1月21日 - ）は、日本の女優、作家。所属事務所はフラーム。東京都出身。大妻中学校・高等学校、大妻女子大学文学部英文学科卒。身長165cm。スリーサイズはB82cm/W59cm/H84cm、靴のサイズ24cm。趣味は裁縫、掃除。特技はバトントワリング。実父は作家の伊集院静。

## 来歴
作家の伊集院静とその最初の妻との間に生まれた2人姉妹の次女。出生前に父親が家を出、1980年（当時2歳）に両親が離婚しており、本人いわく「父と一度も一緒に暮らした記憶がない」。母親は保険外交員となって姉妹を育てた。幼稚園のときに父親の存在を知ったが、初めて会ったのは私立中学に合格した13歳のとき。小学校の時からクラシックバレエを始め、中学・高校時代はバトントワリング部に所属していた。
芸能界に入れば父親に会えると考え、大学在学中の1997年、UHA味覚糖「おさつどきっ」のCMでデビュー。以後はテレビドラマなどで女優として活動するなかで2007年に短編集「色鉛筆専門店」で作家デビュー。以降、女優業と執筆業など、活動の幅を広げている。

## 人物
- 近視のため眼鏡も使用する。
- 見た目は清楚で大人しいイメージだが、素顔は「闘志を内に秘めたタイプ」と共演した松嶋尚美やインリン・オブ・ジョイトイに評された。本人は自らを「口ベタ」と思っているという[6]。
- 休日にはクラブ、またショッピングや旅行にも一人で行く[6]。
- 酒好き。またロックが好きでライブにも通う。ギターも弾ける[6]。
- 積極的な性格で、自分から告白もする。以前、好きな人に気持ちを伝えるために小さな池に飛び込んだ。しかし彼はその様子に呆気に取られ、その恋は実らなかったという。本人も反省しているらしく「そりゃあ、引きますよね…」と出演時に述べた[6]。
- サッカーフリーク。1998年のフランスでのワールドカップは観戦のために一人で渡仏した。ゲーム観戦時には、選手の彼女目線、母親目線になると言う[7]。

## 出演

### 映画
- 光の雨（2001年）
- 千の風になって（2004年、金秀吉監督）
- 悪夢ちゃん The 夢ovie（2014年5月3日、佐久間紀佳監督） - 小泉清子 役
- 劇場版 推しが武道館いってくれたら死ぬ（2023年5月12日、ポニーキャニオン） - 咲子 役[8]
- スパイスより愛を込めて。（2023年6月2日、瀬木直貴監督） - 井川 役[9][10]

### テレビドラマ
- じんべえ（1998年10月12日 - 12月21日、フジテレビ系） - 大崎真由美 役
- 松本清張七回忌特別企画・薄化粧の男（1998年6月26日、フジテレビ系）
- サラリーマン金太郎 第1期（1999年、TBS系）
- 蘇える金狼（1999年、日本テレビ系）
- 編集王（2000年10月10日 - 12月19日、フジテレビ系） - 西川沙耶 役
- バベル〜The Tower of Babel〜 第2話（2002年、BSフジ） - 沢村ミサキ 役
- 真夜中は別の顔（2002年4月1日 - 5月23日、NHK） - 栗原薫 役
- First Love（2002年、TBS系） - 有賀裕子 役
- 愛なんていらねえよ、夏（2002年7月12日 - 9月13日、TBS系） - 名波季理子 役
- 薔薇の十字架（2002年10月10日 - 12月12日、フジテレビ系） - 三村日菜子 役
- サイコドクター 第8話（2002年11月27日、日本テレビ系） - 中村ひろみ 役
- 恋する日曜日 第21話「言えずのI LOVE YOU」（2003年8月24日、BS-i）
- ヤンキー母校に帰る（2003年10月10日 - 12月12日、TBS系） - 橋本亜紀（奥村和人の元妻） 役
- ケータイ刑事 銭形泪2ndシーズン 第8話（2004年、BS-i） - 白鳥麗香 役
- 瑠璃の島（2005年4月16日 - 6月18日、日本テレビ系） - 松隈奈津美 役
- ドラマ・コンプレックス 「警視庁特殊部隊512」（2005年11月29日、日本テレビ系） - 瀬田亜紀 役
- Girl's BOX 第4話『いもうと』（2005年12月24日、BS-i） - 丸山今日子 役
- 白夜行 第5・6・8話（2006年2月9日・16日・3月2日、TBS系） - 田中幸太朗（古賀久志）の妻 役
- 特命刑事どん亀 第1話（2006年4月10日、TBS系）- 一条茜 役
- ギャルサー 第7話（2006年5月27日、日本テレビ系） - 一ノ瀬美里 役
- プリマダム Lesson3・4（2006年4月26日・5月3日、日本テレビ系） - 大河内美樹 役
- 演歌の女王 第2幕（2007年1月20日、日本テレビ系） - 花田鏡子 役
- 土曜ワイド劇場「牟田刑事官事件ファイル」（2007年6月23日、テレビ朝日系） - 風間みずき 役
- 探偵学園Q 第6話 （2007年8月7日、日本テレビ系） - 福永朋江 役
- 美容少年★セレブリティ 第7話・第8話（2007年、テレビ東京系） - 森崎愛美 役
- 奇跡のドラマスペシャル ミラクルボイス（2008年1月3日、TBS系）
- BOSS 1stシーズン CASE06（2009年5月21日、フジテレビ系） - 二宮奈津子 役
- ドラマ10 八日目の蝉 第2話・第3話（2010年4月6日・13日、NHK）
- ハガネの女（2010年6月、テレビ朝日系） - 西置怜子 役
- モリのアサガオ 新人刑務官と或る死刑囚「絆」の物語 第8話（2010年12月6日、テレビ東京系） - 市村百合 役
- 絶対零度〜特殊犯罪潜入捜査〜 第7話（2011年8月23日、フジテレビ系） - 大熊夏美 役
- ラッキーセブン 第5話（2012年2月13日、フジテレビ系） - 新田真須子 役
- 三毛猫ホームズの推理 第8話・第9話（2012年6月2日・9日、日本テレビ系） - 川口素子 役
- 鍵のかかった部屋 最終話（2012年6月18日、フジテレビ系） - 伊藤寛美 役
- 結婚しない 第1話・第6話（2012年10月11日・11月22日、フジテレビ系） - 由香里 役
- 悪夢ちゃん 第4話（2012年11月3日、日本テレビ系） - 小泉清子 役
- 東京バンドワゴン〜下町大家族物語 第1話・第8話（2013年10月12日・11月30日、日本テレビ系） - 大町法子 役
- ビター・ブラッド〜最悪で最強の親子刑事〜 第1話（2014年4月15日、フジテレビ系） - 平石順子 役
- キャビンアテンダント刑事〜ニューヨーク殺人事件〜（2014年7月7日、フジテレビ系） - 杉野えり子 役
- SAKURA〜事件を聞く女〜 第9話（2014年12月15日、TBS系） - 工藤小百合 役
- ビンタ!〜弁護士事務員ミノワが愛で解決します〜 第11話（2014年12月11日、読売テレビ・日本テレビ系） - 高津靖子 役
- ヒガンバナ〜警視庁捜査七課〜 第4話（2016年2月3日、日本テレビ） - 相馬良美 役
- 遺産相続弁護士 柿崎真一 最終話（2016年9月22日、読売テレビ・日本テレビ系） - 柿崎まゆみ 役
- 女の中にいる他人（2017年1月8日 - 2月19日、NHK BSプレミアム） - 楠本沙織 役
- 相棒 （テレビ朝日）
  - season15 第17話（2017年3月1日） - 川地祥子 役
  - season23 第14話（2025年2月5日） - 結城江梨子 役
- ヘッドハンター 最終話（2018年6月4日、テレビ東京） - 川瀬晴美 役
- スキャンダル専門弁護士 QUEEN 第7話（2019年2月21日、フジテレビ） - 芦原江梨子 役
- 未満警察 ミッドナイトランナー 最終話（2020年9月5日、日本テレビ） - 片野坂晴美 役
- ドリームチーム 第8話（2021年3月12日、NHK） - 秋山夏苗 役
- 泣くな研修医 第3話（2021年5月8日、テレビ朝日） - 石原沙也加 役
- ハコヅメ〜たたかう!交番女子〜 第3話・第4話（2021年7月21日・28日、日本テレビ） - 清水麻里役
- 漂着者 第1話（2021年7月23日、テレビ朝日） - 松園真弓役
- 月曜プレミア8 横山秀夫サスペンス「第三の時効」（2021年11月29日、テレビ東京） - 信者の女 役
- 元彼の遺言状 第7話（2022年5月23日、フジテレビ） - 小野香澄 役
- クロサギ 第4話（2022年11月11日、TBS） - 叶多佳子 役
- 特捜9 season6 第4話（2023年4月26日、テレビ朝日） - 畑中雪絵 役
- 初恋、ざらり（2023年7月8日 - 9月23日、テレビ東京） - 天野久美 役[11]
- 院内警察 第3話（2024年1月26日、フジテレビ） - 神谷玲子 役
- ビリオン×スクール 第4話（2024年7月26日、フジテレビ） - 竹中直美 役[12]

### CM
- UHA味覚糖 おさつどきっ
- TBC クリスマス97
- アサヒビール 生一丁
- 日本メナード化粧品 薬用ビューネ
- 京セラミタ（オフィス用コピー・複合機）
- ハウスメイト
- ホーユー メンズビゲンワンプッシュ
- ポッカコーポレーション キレートレモン
- 東京電力 TEPCOひかり
- 小林製薬 ホットクリア／あせワキパッド
- 餃子の王将 餃子国産化編

### 舞台
- フォーティンブラス（2003年2月24日 - 3月23日）
- きみがいた時間 ぼくのいく時間（2008年2月28日 - 4月28日、演劇集団キャラメルボックス）
- 御用牙（2009年3月20日 - 29日）
- LOVE LETTERS（2009年12月12日）
- ゴールデンアワー（2010年2月5日 - 14日）

### ドキュメンタリー
- 吉村作治インド大紀行「ガンジス　祈りと永遠の2500キロ」（2004年、RKB毎日放送）

## 出版

### 著作
- 『色鉛筆専門店』（2007年、アクセス・パブリッシング）
- 『しょーとほーぷ』（2008年、マガジンハウス／2012年、PHP文芸文庫）
- 『ワクちん』（2010年、PHP研究所）
- 『未来のわたしたち』（2012年、ソニー・デジタルエンタテイメント）
- 『辞書、のような物語。』（2013年、大修館書店）
- 『Dr.ルナの不思議なカルテ』（2013年、PHP文芸文庫）※『ワクちん』改題
- 『バンクーバーの朝日』（2014年、マガジンハウス文庫）※映画のノベライズ

### 連載
- 『西山繭子の「女子力って何ですか？」』[13]（GENIUS ATWORK「TV&smile」）2014年 –
- 『それでも恋がしたいんだ！』[14]（Lotus・F「Grapps」）2015年05月15日 –
- 『東京23話』[15]（東京新聞WEB）– 全24話

### その他
- 狗飼恭子『国境／太陽』（2007年、メディアファクトリー） - 表紙モデル